# Chiesa di Santa Maria de La Salette
La chiesa di Santa Maria de La Salette è un luogo di culto cattolico di Catania, ubicata nell'omonimo quartiere di San Cristoforo, nel centro storico. 
Distrutta nel maggio del 1943 durante un bombardamento, fu ricostruita subito dopo.

## Storia
Fu fondata nella via omonima del nascente rione del centro storico di Catania, confinante a nord-ovest con il quartiere San Cristoforo e a nord-est con quello degli Angeli Custodi, col prospetto di pietra calcare, già in via di completamento a fine Ottocento, collocata ad oriente. Ispirata all'architettura neogotica, essa venne realizzata su progetto dell'ingegnere catanese Carmelo Sciuto Patti, molto attivo in città, disegnato analogamente al santuario di La Salette-Fallavaux in Francia.
L'edificazione del tempio avvenne a spese dei fedeli e su iniziativa di Giuseppe Benedetto Dusmet, cardinale-arcivescovo della città, nato a Palermo ma venerato dai cittadini catanesi, spentosi il 4 aprile 1894. La data della posa della prima pietra fu il 29 giugno del 1872.
Venne ufficialmente aperta al culto il 26 aprile del 1874 e, poco dopo, il 1º luglio 1897 vi fu fondata una Congregazione – come si leggeva fino al 1900 in una tabella esposta nell'Oratorio festivo salesiano – contigua alla stessa chiesa e per il finanziamento del quale oratorio si mosse la generosità del card. Giuseppe Francica Nava con una donazione di 647 lire.

## Descrizione
La descrizione tramandata è quella che fece lo storico Rasà nel 1900. Superata la soglia della porta maggiore, si osservava il vestibolo sul quale c'era la tribuna destinata alla collocazione di un organo ed illuminata, oltre che da quattro finestre piccole, da un finestrone circolare a foggia di rosone. A sinistra di questo vestibolo vi era murata una lapide con la seguente epigrafe: 
(Giuseppe Rasà Napoli, Guida e breve illustrazione delle chiese di Catania e sobborghi, 19001 ed., 1984ristampa)
Sul muro a destra del medesimo vestibolo era collocata l'acquasantiera con dei rilievi rappresentanti il monogramma di Maria e gli strumenti della Passione di Nostro Signore Gesù Cristo.

Alla base di tali rilievi vi erano scolpite le parole: 
(G. Rasà, Guida alle chiese di Catania ..., cit, p.426.)
Nella chiesa ad un'ampia navata si ammirava – "opera stupenda!" a dire del Rasà – la volta di colore cilestro chiaro, ornata di stelle auree, come sotto l'abside a sesto acuto, illuminata da cinque finestre, disposte a semicerchio in fondo e da due grandi rosoni ai lati nord e sud.
Fornite di cinque finestre archiacute con sottostanti altrettanti rosoni per ogni lato, le pareti laterali del sacro edificio avevano semicolonne piuttosto alte, ancora da intonacare agli inizi del '900. In esse erano incavate quattro cappelle destinate agli altari – ancora da costruire all'epoca dello storico Rasà –, sostituiti da due altari provvisori in legno sormontati, quello di destra da un piccolo quadro con l'immagine di San Giuseppe e quello a sinistra dal Crocifisso a grandezza naturale vicino a una piccola tela della Maria Addolorata.
Attorno alle stesse pareti laterali erano disposte due porte a sesto acuto, una delle quali era a nord e l'altra a sud. Più in alto erano incavati quattro nicchioni, destinati ad accogliere dei simulacri, mentre più in basso erano fissati i 14 quadretti della Via Crucis.

Nell'abside si scorgevano la balaustrata marmorea come il pavimento, un armonium provvisorio, due specie di usci a sesto acuto e l'altare maggiore tutto di marmo, eretto per devozione di Giovanni Marchese, come si legge al lato del vangelo ovvero in cornu evangelii. Sullo sportellino del ciborio era scolpito l'Agnus Dei e sulla tendina che lo copre erano ricamate a lettere auree le parole:

(Giuseppe Rasà Napoli, Guida alle chiese di Catania ..., cit, p.426.)
Nell'abside vi era una grande nicchia ad arco ogivale, nella quale era conservata la statua di Nostra Signora di La Salette in cemento d'origine parigina.
In fondo alla chiesa, lato nord, si vedeva un busto marmoreo che raffigurava papa Pio IX, poggiato su un piedistallo ligneo di fattura napoletana. Al posto dell'ambone era presente un confessionale.
Dal lato sud c'era un'altra porta interna per la quale si passava in un oratorio con un altarino a sinistra ed uno di fronte, sul quale era posto un altro simulacro in legno rappresentante la Madonna della Salette, opera risalente al 1898 dello scultore catanese Lorenzo Grassi  (cognome corretto Lorenzo  Grasso). Sulle pareti di quest'ultimo altare si trovavano appesi quadretti votivi.
La maggiore delle tre campane fu benedetta il 16 maggio 1897 da mons. Antonio Cesareo, catanese, vescovo in partibus, essendone stato padrino il sig. Camillo Elia. Ad essa fu imposto il nome di Maria.

## La ricostruzione
L'11 maggio del 1943 la chiesa venne rasa al suolo, durante i bombardamenti in Sicilia. La ricostruzione nello stesso luogo, avviata nel secondo dopoguerra e diretta dall'arch. Raffaele Leone, tra il 1945 e il 1949, mutò il vecchio prospetto con la nuova caratteristica facciata esterna in mattoni rossi, cornicione, cornici e portale in pietra bianca decorato con una lunetta scolpita, raffigurante la Madonna della Salette, gli angeli e i due pastorelli, Maximin e Mélanie.
Le due pareti laterali in marmo, presentano ciascuna due altari, anch'essi in marmo e a sesto acuto: l'altare della Carità e della Famiglia Salesiana a destra, quello della Sacra Famiglia e del Sacro Cuore a sinistra. L'altare maggiore, in marmo giallo con due angeli, e rivolto verso i fedeli. La statua lignea della Madonna della Salette, di origine francese, presenta ancora oggi, sul fianco destro, i segni del bombardamento del 1943.

### Salesiani
Il 19 marzo 1893, festa di San Giuseppe, alla presenza del cardinale Dusmet veniva affidato ufficialmente ai Salesiani l'Oratorio festivo che in onore del papa Leone XIII fu chiamato "Leone XIII alla Salette".
Per decisione dell'arcivescovo mons. Carmelo Patanè, dal 1947 i Salesiani sono presenti alla "Salette" come Comunità religiosa regolare per offrire il lavoro a questo quartiere povero ed abbandonato con la Parrocchia, la scuola e l’Oratorio - Centro giovanile, il teatro.
Infatti, è grazie all'opera dei Padri Salesiani, i quali, svolgendo la loro attività pastorale nel quartiere « della Salette », istituirono la scuola primaria, l'Oratorio, il Centro giovanile, i G.R.EST., i corsi professionali, i laboratori di formazione finalizzati all'inserimento nel mondo del lavoro, sia per ragazzi (elettricisti e termoidraulici) che per ragazze (sarte ed estetiste), combattono la cultura della strada e formano 'buoni cristiani ed onesti cittadini'.

## Tradizioni
Il 19 settembre si celebra con molta devozione, ma senza grandi clamori, la festa della Madonna della Salette, voluta dal ricordato Cardinale Dusmet per ricordare l'evento accaduto in Francia. I festeggiamenti solenni sono preceduti da un triduo liturgico e dalla processione serale del simulacro della Madonna dalla chiesa parrocchiale per attraversare le vie adiacenti del quartiere, accompagnata dalle preghiere dei fedeli, la banda musicale e lo sparo dei fuochi d'artificio.
Conclude la processione lo spettacolo pirotecnico di chiusura e la solenne benedizione ai fedeli. Nei giorni precedenti e in quelli successivi alla festa religiosa sono allestite numerose sagre e vari spettacoli musicali.